# Ricarda Beilharz
Ricarda Beilharz (* 11. Oktober 1964 in München) ist eine deutsche Bühnen- und Kostümbildnerin sowie Theaterregisseurin.

## Leben
Beilharz ist die Tochter von Manfred Beilharz. Sie besuchte von 1975 bis 1983 das Goethe-Gymnasium in Freiburg im Breisgau. Sie studierte in Berlin bei Achim Freyer Bühnenbild und war im Anschluss als freie Bühnenbildnerin tätig, unter anderem am Theater am Neumarkt Zürich, am Theaterhaus Gessnerallee, ebenfalls in Zürich, am Schauspielhaus Wien und an der Volksbühne Berlin.
Zusammen mit Stefan Bachmann, Thomas Jonigk, Tom Till und Lars-Ole Walburg gründete sie 1992 in Berlin Theater Affekt, seit 1995 arbeitet sie auch als Regisseurin und mehrere ihrer Arbeiten wurden zum Berliner Theatertreffen eingeladen. Während Bachmanns Zeit als Schauspieldirektor am Theater Basel war sie dort von 1998 bis 2003 Regisseurin und Ausstattungsleiterin im Leitungsteam. Beilharz Inszenierungen und Ausstattungen waren an bekannten Schauspielhäusern und Bühnen zu sehen, unter anderem am Thalia Theater, am Hessischen Staatstheater Wiesbaden, am Deutschen Theater Göttingen, bei den Salzburger Festspielen, am Theater Freiburg, am Burgtheater oder am Luzerner Theater.
Seit 2000 ist Beilharz als Dozentin an diversen Hochschulen tätig, unter anderem an der Johann Wolfgang Goethe-Universität Frankfurt am Main bei den Dramaturgen und Theater-, Film- und Medienwissenschaftlern und an der Hochschule für Musik und Theater Hamburg für das Fach Regie. Sie ist Mitglied im Bund der Szenografen und seit Mitte 2013 Vorsitzende des Musikfördervereins Hausen im Wiesental.

## Auszeichnungen
- 1996: „Nachwuchsbühnenbildnerin des Jahres“, Theater heute
- 1999: „Bühnenbildnerin des Jahres“, Theater heute